# 香坂昌康

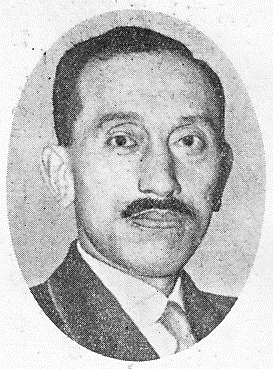
香坂昌康

香坂 昌康（こうさか まさやす 1881年2月2日 - 1967年12月21日）は、日本の内務官僚。官選県知事。

## 来歴・人物
東京生まれ。本籍･山形県。東京府立一中、錦城中学、一高を経て、1908年（明治41年）7月、東京帝国大学法科大学法律学科仏法科卒業。同年同月、千葉県属、同年11月、文官高等試験合格、42年8月、内務省入省。愛媛県理事官･視学官、岡山県警察部長、熊本県警察部長、秋田県内務部長、埼玉県内務部長などを経て、1923年（大正12年）に福島県知事となる。
以後、愛媛県･岡山県･愛知県各知事を歴任。1932年（昭和7年）2月5日、依願免本官となり退官。同年5月、東京府知事に復帰。1935年（昭和10年）に依願退職。大日本連合青年団兼日本青年館理事長、国民精神総動員中央連盟理事。1945年（昭和20年）5月から8月まで、大東亜錬成院長。戦後は1951年（昭和26年）まで公職追放を受けた。1967年12月21日、老衰のため86歳で死去。

## その他
弓道家としても著名である。大学時代には本多利実（本多流）に師事し、昭和22年（1947年）には範士号を授与された。戦後には全日本弓道連盟副会長等を務めた。
昭和8年（1933年）8月7日にJOAKから、2日後に行う防空演習（関東防空大演習）について演説を行った際のアルマイト製の録音盤が令和元年（2019年）に発見された。

## 編著書
- 『炉辺閑話』篤農協会叢書、篤農協会、1936年。
- 『一人の力、国家の力』国民精神総動員中央聯盟、1938年。
- 編著『幽香女史』北辰堂、1960年。
- 『香坂昌康遺芳録』香坂昌康遺芳録刊行会、1972年。